# Biddle

Biddle (Біддл) — з 1915 року американський виробник автомобілів. Штаб-квартира розташована в Пенсільванії, штат Філадельфія. У 1920 році компанію купує фірма Maibohm Wagon Company. У 1922 році компанія припинила виробництво автомобілів.

## Заснування компанії
У жовтні 1915 року два чоловіки МакМаріс і Чарльз Фрай вирішили заснувати фірму з виробництва автомобілів, перший став директором компанії, другий — головним конструктором. Оскільки компанія перебувала в місті Філадельфія, штат Пенсильванія, то ім'я Biddle Motor Car Company було вирішено дати на честь однієї з найвідоміших сімей цього штату — Біддл. Предки цієї сім'ї оселилися в цих місцях ще в 1630-х роках, члени цього клану брали участь у визвольній війні, хтось був головою банку, хтось — ще якимось героєм, а один з нащадків цієї родини був акціонером, з його згоди і було використано ім'я.

## Початок виробництва автомобілів
Фірма планувала випускати дорогі і солідні автомобілі. Перша машина була сконструйована вже до кінця року, так швидко зібрати першу машину вдалося завдяки тому, що всі компоненти, крім шасі, поставлялися іншими фірмами. 3.7 л 48-сильний мотор поставляла компанія Buda, задній міст — Salisbury, коробку передач — Warner (зараз більш відомий як Borg Warner), електрообладнання — Westinghouse, колеса — Rudge-Whitworth, а кузови — компанія зі штату Пенсильванія — Fleetwood. Машину назвали Biddle Model C.

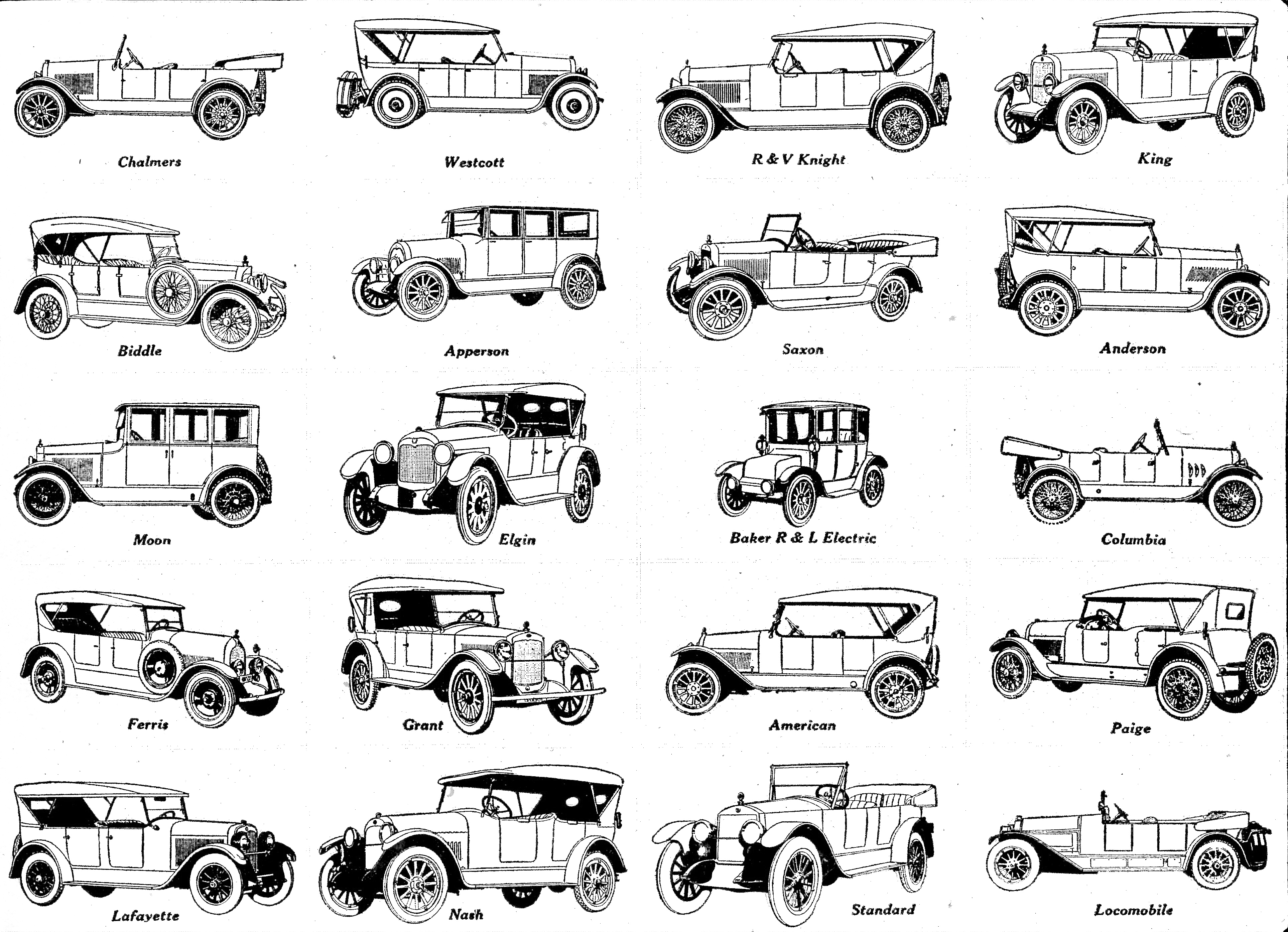
Biddle серед інших американських компаній

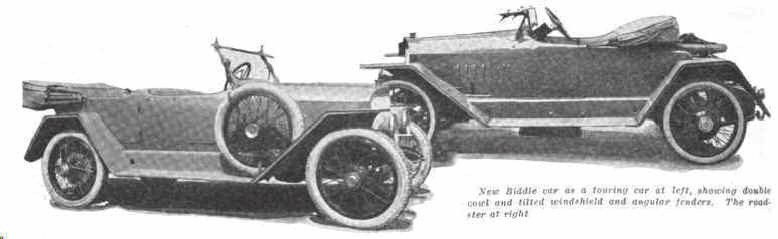
Biddle Model D Touring та Roadster

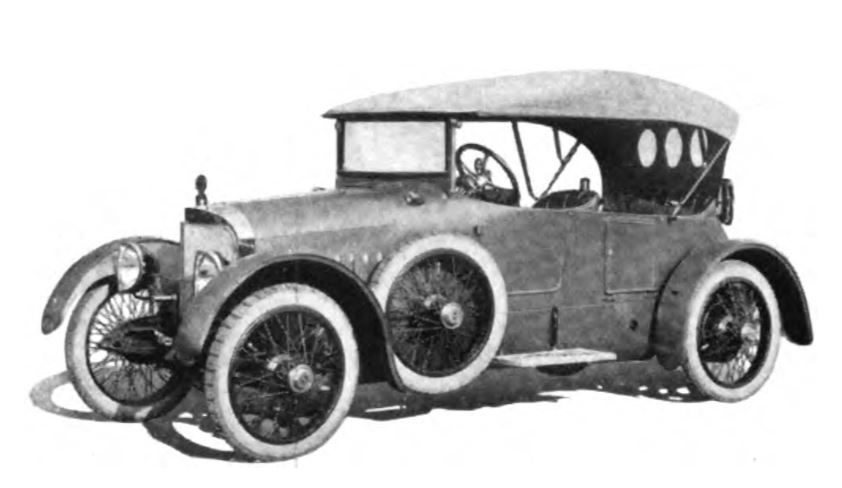
Biddle Model D Custom Sporting

Оскільки у всі часи стилі машин різних континентів відрізнялися, і тим «смачнішими» для покупців вони були на іншому, то і дизайн цього американського автомобіля був зроблений в стилі європейських машин типу Mercedes або Austro-Daimler. Офіційно машину представили публіці в січні 1916 року на автомобільній виставці, машина отримала індекс D. Протягом року вдалося реалізувати близько 100 автомобілів цієї моделі, причому кузови замовники вибирали самі, у якої фірми замовляти, і, як кажуть джерела, двох однакових не було.
У середині 1917 року машина отримала нові шасі, збільшені в основі всього на 2.5 см, техніка залишилася та ж, але машина отримала індекс H.
Незабаром виробничу програму розширив покупний мотор фірми Rotchester-Duesenberg, яка продавала мотори, сконструйовані братами Дюзенбергами. Мотор мав об'єм 4.9 л при 4-х циліндрах, ці мотори мали 16 клапанів, тобто по 4 на кожен циліндр, розвивав такий мотор 80 сил. Машина ж отримала позначення Model HA.

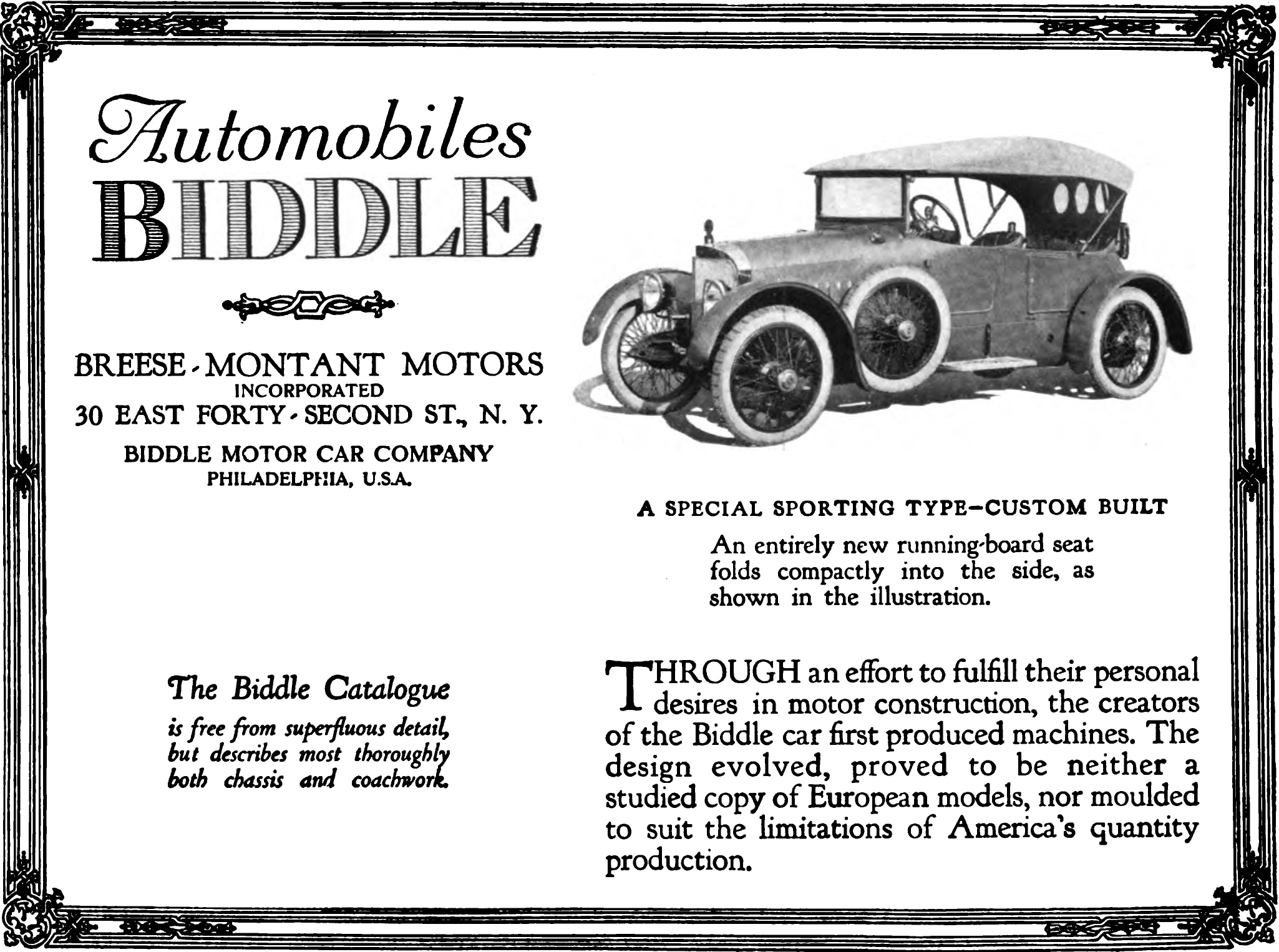
Реклама Biddle

Під час війни обсяг продажів упав, і навіть на деякий час призупинився випуск автомобілів, разом з тим клієнтам перестали пропонувати мотори «Дюзенберг». До 1920 року справи фірми були досить жалюгідні, і її було вирішено продати фірмі Maibohm Wagon Company. Ця колишня каретна фірма почала виробляти автомобілі в 1916 році, але класом вони були в рази нижче, ніж «Біддл»: для порівняння — за готове авто фірми «Мейбом» просили від 300 до 500 доларів, тоді як у «Біддл» тільки шасі без кузова обходилися в 1600–2000 доларів.

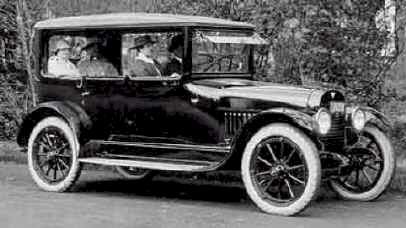
Biddle Model B1 Sedan

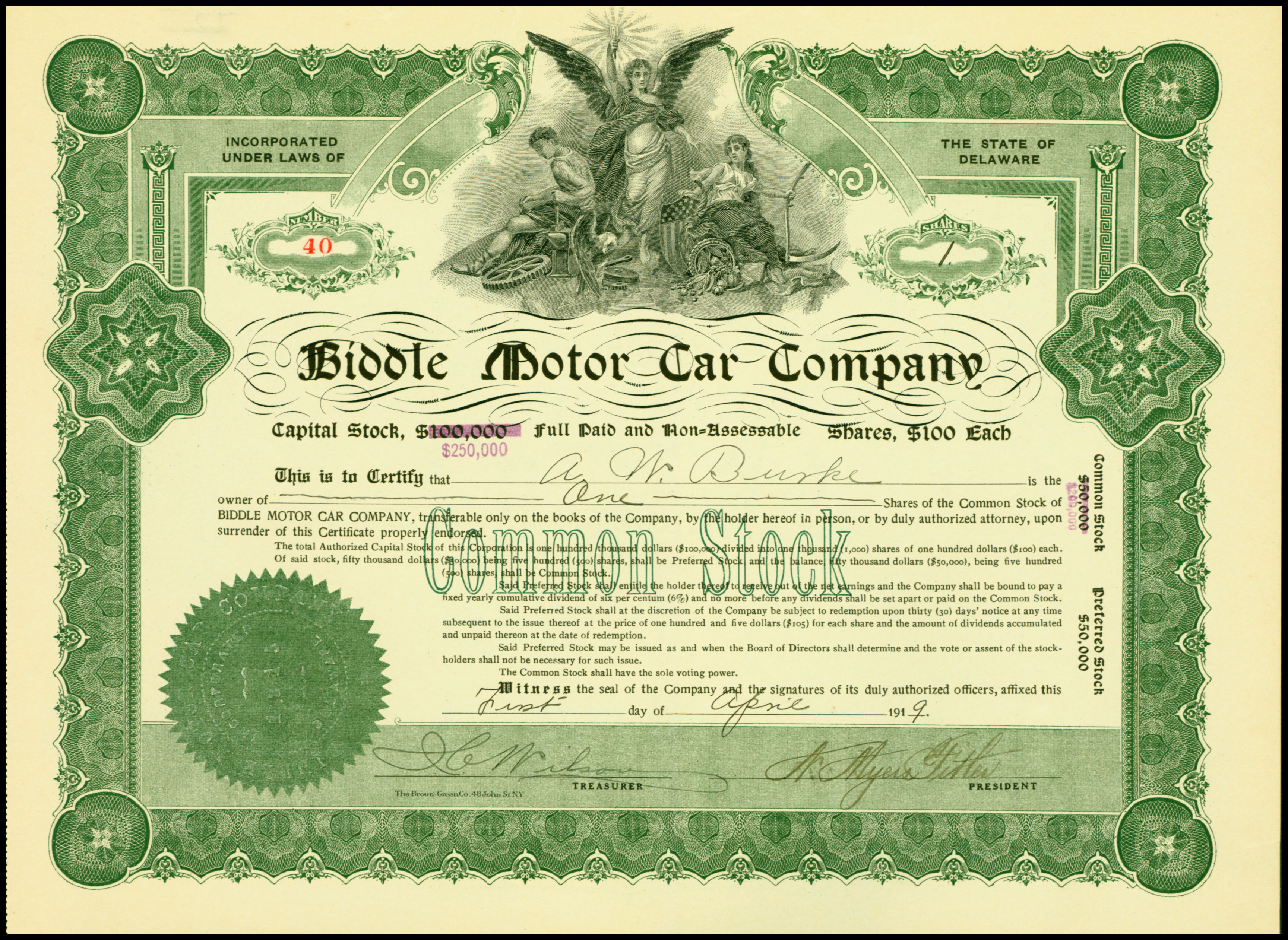
Акція Biddle Motor Car Company, видана 1 квітня 1919 року

Під управлінням нового господаря в серію пішли нові моделі В1 і В5, які відрізнялися тільки довжиною бази. Техніка залишилася колишньою, крім коробок передач, які стали 4-ступінчастими.

## Припинення виробництва автомобілів. Закриття компанії
Однак дорогі машини йшли погано, і щоб не втратити основну фірму, Чарльз Мейбом продає «Biddle» містерові Крейну, який 19 грудня 1921 року, купивши фірму, перейменовує в Biddle-Crane Motor Car Company. Проте і він не зміг поставити фірму на ноги, продавши за рік всього близько 40 автомобілів. У підсумку наприкінці 1922 року фірма пропала з автомобільних каталогів, як і багато інших невеликих компаній.
У США існувала ще одна фірма зі схожим ім'ям — Biddle & Star, але вона була чисто кузовною і існувала з 1882 року, а в автомобільну епоху поставляла кузови, наприклад, фірмі Mercer, а ближче до 1930-х стала основним постачальником кузовів фірмі Hudson.

## Список автомобілів Biddle
- 1915 — Biddle Model C
- 1916 — Biddle Model D
- 1917 — Biddle Model H
- 1918 — Biddle Model HA
- 1920 — Biddle Model B1
  - Biddle Model B5